# Snežná diera
Snežná diera (Śnieżna Dziura) – niewielka jaskinia krasowa we wschodniej części Płaskowyżu Borczańskiego w Krasie Słowacko-Węgierskim na Słowacji.
Jaskinia leży na północnym zboczu Wielkiej Hawraniej Skały (888 m n.p.m.). Jej wylot znajduje się na wysokości 875 m n.p.m. Jest jaskinią typu szczelinowo-zawaliskowego. Tworzy ją długi na 45 m i wysoki na 15-20 m, wąski, szczelinowy korytarz. Nazwa związana jest z formacjami lodowymi, utrzymującymi się w jaskini przez cały rok.
Jaskinia nie jest udostępniona do zwiedzania.